# الن استوارت
الن استوارت (به انگلیسی: Ellen Stewart)؛
(۷ نوامبر ۱۹۱۹ - ۱۳ ژانویهٔ ۲۰۱۱) کارگردان نمایش اهل آمریکا و تهیه‌کننده و مؤسس لا ماما بوده‌است. او در دهه ۱۹۵۰ به عنوان طراح مد در ساکس فیفت اونیو، برگدورف گودمن، لورد اند تیلور و هنری بندل فعالیت می‌کرده‌است.

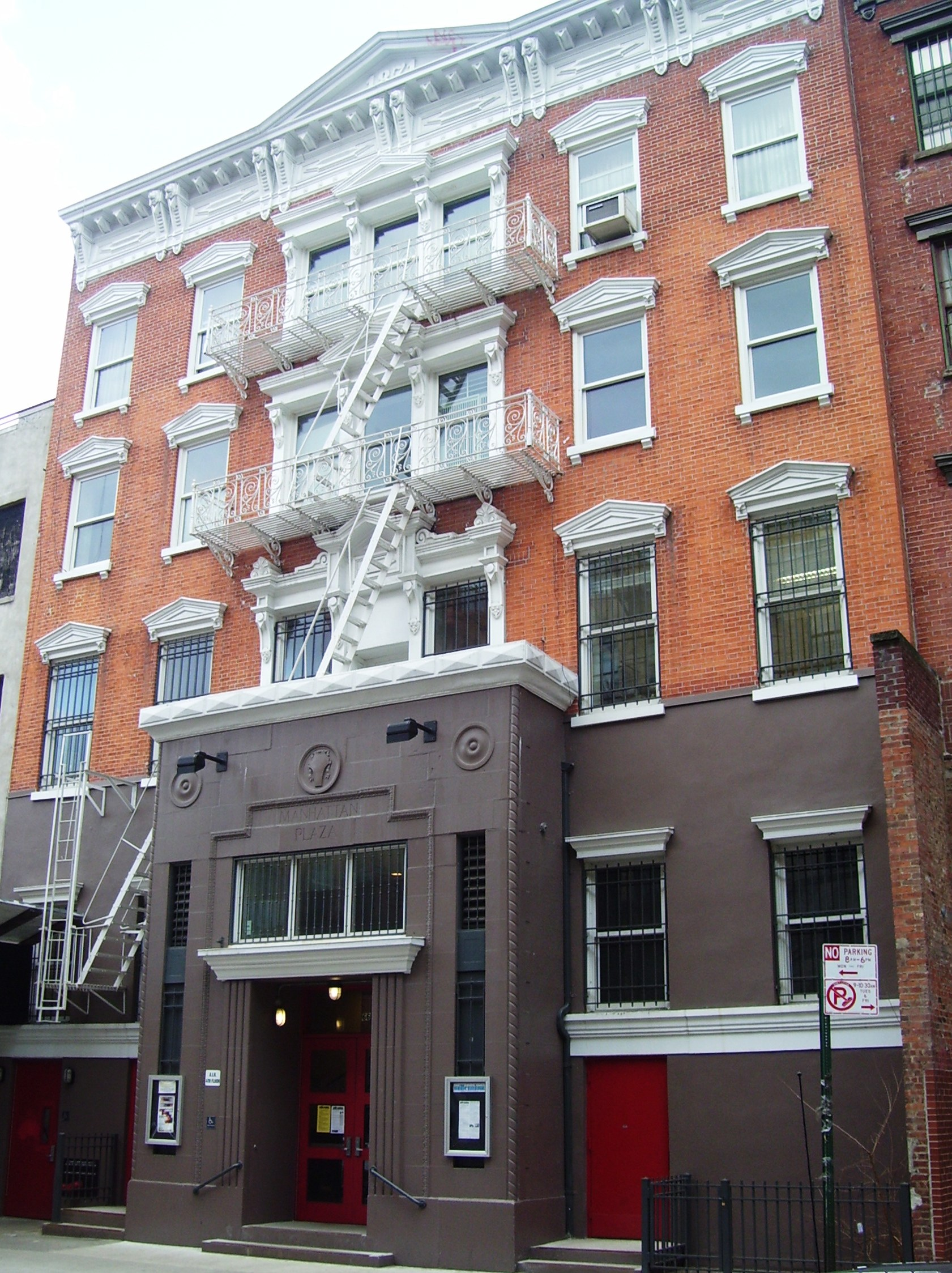
لا ماما

## زندگی‌نامه
الن استوارت در شیکاگو، ایلینوی به دنیا آمده‌است. اطلاعات دقیقی از اینکه او کجا به دنیا آمده‌است وجود ندارد که این به خاطر کم‌گویی خود الن استوارت است. یکی از مشاهده‌گران اینچنین می‌نویسد: «تنظیم تاریخ زندگی او کار سختی است، به راستی که حالتی افسانه‌ای دارد - از آنجا که در مناسبتهای مختلف نسخه‌های متفاوتی از یک داستان را می‌گوید.» الن استوارت گفته بوده که پدرش یک خیاطی از لوئیزیانا بوده و مادرش یک معلم بوده‌است و آن‌ها زمانی که استوارت جوان بوده‌است از هم جدا شده‌اند. در سال ۱۹۳۹ او زن دوم لری لبانوس هابل می‌شود که یک پیشخدمت شیکاگویی بوده‌است. آن دو از هم یک پسر به دنیا می‌آورند که نامش را لری لبانوس هابل جونیور می‌گذارند.

## فعالیت حرفه‌ای
در دهه ۱۹۵۰ استوارت به نیویورک سیتی نقل مکان می‌کند و ابتدا به عنوان پیرایشگر و سپس به عنوان طراح لباس در ساکس فیفت اونیو زیر نظر ادیت لنس مشغول به کار می‌شود. استوارت فعالیت خود را به عنوان طراح مد در دهه‌های ۱۹۶۰ و ۱۹۷۰ نیز ادامه می‌دهد، که ویژه‌ترین آن‌ها فعالیت در شرکت سازنده‌ای به نام ویکتور بیهوست. او در آنجا لباسهای ورزشی و دامنهای ساحلی طراحی کرد.
استوارت زنی بود که هیچ تجربه تئاتری نداشت اما سرنوشت او به گونه‌ای رقم خورد که نام او به‌عنوان پیشگامان تئاتر مطرح شد. در اوایل کار همچنان طراحی لباس انجام می‌داد و این باعث می‌شد که بتواند تئاتر را حمایت کند. او اخلاق کاری افسانه‌ای داشت، فداکاری و تأثیرگذاری او در تئاتر بشدت پیشگامانه بود.
او مکانی برای تربیت نمایش‌نامه‌نویسان جوان احداث کرد. افرادی چون سام شپارد، لنفورد ویلسون، هاروی فایراستین، بت میدلر و بازیگران درخشانی چون بت میدلر، آل پاچینو و رابرت دنیرو در این مکان تربیت شدند. هرچند نام کسانی که زیر نظر او به فعالیت تئاتر مشغول بودند بسیار بیش از اینهاست.
در ۱۹۶۱ استوارت به همراه پاول فاستر و دیگران کافه لاماما را احداث کردند، که تبدیل به یکی از موفق‌ترین کمپانی‌های تئاتری آف‌آف‌برادوی یعنی کلوب تئاتر تجربی لا ماما شد. این مکان تئاتری لا ماما نامیده می‌شود زیرا غالباً استوارت به عنوان «مادر» نامیده می‌شد. معروف است که پیش از هر اجرا استوارات بیرون می‌آمده و «زنگ بزرگی را می‌نواخته‌است تا ارادت لاماما را به نمایشنامه‌نویس و همه جوانب تئاتر ابراز کند.»

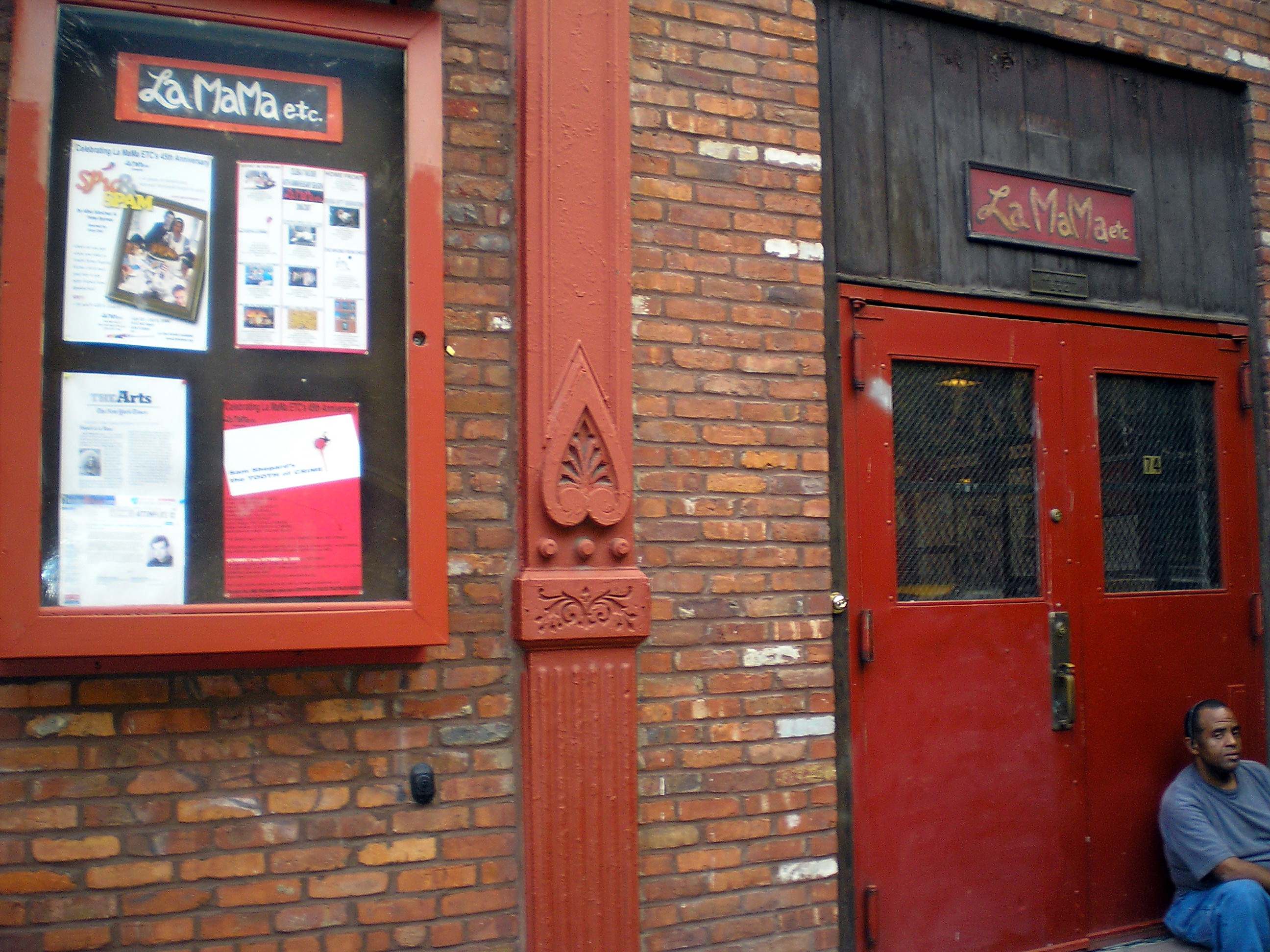
تئاتر لا ماما

برادر ناتنی او، فردریک لایتس دوست داشته که نمایشنامه‌نویس شود و یکی از دلایل اصلی که او شروع به تئاتر کرده همین امر بوده‌است، زیرا برادر ناتنی‌ش دشواری‌های بسیاری را برای به صحنه بردن کارهایش متحمل شده بود. لا ماما مکانی مختص نمایشنامه‌نویسان بود تا آزمایش‌های خود را بدون متحمل شدن دخالتهای بیرونی انجام دهند. در دهه‌های بعدی او در سرتاسر دنیا بسیار مشهور شد و قطعات بسیار زیادی مبتنی بر رقص و موزیک را با آرتیست‌های بین‌المللی نوشته و کارگردانی کرد.

## مرگ
الن استوارت در ۱۳ ژانویهٔ ۲۰۱۱) در سن ۹۱ سالگی دیده از جهان گشود. استوارت مدتی مشکلات قلبی داشت و پس از طی یک دوره سنگین بیماری در بیمارستانی در نیویورک سیتی از دنیا رفت. مراسم تدفین و بزرگداشت او در کلیسای سنت پاتریک روز دوشنبه ۱۷ ژانویه ۲۰۱۱) برگزار شد.